# ماتئوس ساومیرویچ
ماتئوس ساومیرویچ (انگلیسی: Mateusz Sawrymowicz؛ زادهٔ ۲۲ آوریل ۱۹۸۷) ورزشکار ورزش شنا اهل لهستان است.
وی در مسابقات کشوری و بین‌المللی در مجموع برندهٔ ۳ مدال طلا، ۱ مدال نقره و ۳ مدال برنز شده‌است.